# Saison 2019 de l'équipe cycliste Sport Vlaanderen-Baloise
La saison 2019 de l'équipe cycliste Sport Vlaanderen-Baloise est la vingt-sixième de cette équipe.

## Préparation de la saison 2019

### Arrivées et départs
Trois coureurs quittent l'équipe durant l'intersaison, et deux jeunes coureurs sont recrutés. Jonas Rickaert est engagé par Corendon-Circus, Aimé De Gendt par Wanty Groupe-Gobert, et Maxime Farazijn, non conservé par Sport Vlaanderen-Baloise, rejoint le Club cycliste Villeneuve Saint-Germain, club français de Division nationale 1. Aaron Van Poucke, issu de Lotto-Soudal U23, et Thimo Willems, de EFC-L&R-Vulsteke, font leurs débuts professionnels chez Sport Vlaanderen-Baloise en 2019. Ces deux recrutements laissent une place disponible qui, d'après Walter Planckaert, pourra être comblée durant l'été.
| Arrivées         | Équipe 2018      |
| ---------------- | ---------------- |
| Aaron Van Poucke | Lotto-Soudal U23 |
| Thimo Willems    | EFC-L&R-Vulsteke |

| Départs         | Équipe 2019                            |
| --------------- | -------------------------------------- |
| Jonas Rickaert  | Corendon-Circus                        |
| Aimé De Gendt   | Wanty-Groupe Gobert                    |
| Maxime Farazijn | Club cycliste Villeneuve Saint-Germain |

## Coureurs et encadrement technique

### Effectif
L'effectif de Sport Vlaanderen-Baloise pour la saison 2019 comprend 22 coureurs.
| Cycliste           | Date de naissance | Nationalité | Équipe 2018              |  |
| ------------------ | ----------------- | ----------- | ------------------------ |  |
| Piet Allegaert     | 20 janvier 1995   | Belgique    | Sport Vlaanderen-Baloise |  |
| Amaury Capiot      | 25 juin 1993      | Belgique    | Sport Vlaanderen-Baloise |  |
| Kenny De Ketele    | 5 juin 1985       | Belgique    | Sport Vlaanderen-Baloise |  |
| Moreno De Pauw     | 12 août 1991      | Belgique    | Sport Vlaanderen-Baloise |  |
| Lindsay De Vylder  | 30 mai 1995       | Belgique    | Sport Vlaanderen-Baloise |  |
| Benjamin Declercq  | 4 février 1994    | Belgique    | Sport Vlaanderen-Baloise |  |
| Kevin Deltombe     | 27 février 1994   | Belgique    | Sport Vlaanderen-Baloise |  |
| Robbe Ghys         | 11 janvier 1997   | Belgique    | Sport Vlaanderen-Baloise |  |
| Milan Menten       | 31 octobre 1996   | Belgique    | Sport Vlaanderen-Baloise |  |
| Christophe Noppe   | 29 novembre 1994  | Belgique    | Sport Vlaanderen-Baloise |  |
| Edward Planckaert  | 1er février 1995  | Belgique    | Sport Vlaanderen-Baloise |  |
| Emiel Planckaert   | 22 octobre 1996   | Belgique    | Sport Vlaanderen-Baloise |  |
| Thomas Sprengers   | 5 février 1990    | Belgique    | Sport Vlaanderen-Baloise |  |
| Dries Van Gestel   | 30 septembre 1994 | Belgique    | Sport Vlaanderen-Baloise |  |
| Mathias Van Gompel | 24 septembre 1995 | Belgique    | Sport Vlaanderen-Baloise |  |
| Preben van Hecke   | 9 juillet 1982    | Belgique    | Sport Vlaanderen-Baloise |  |
| Aaron Van Poucke   | 4 avril 1998      | Belgique    | Lotto-Soudal U23         |  |
| Kenneth Van Rooy   | 6 octobre 1993    | Belgique    | Sport Vlaanderen-Baloise |  |
| Aaron Verwilst     | 2 mai 1997        | Belgique    | Sport Vlaanderen-Baloise |  |
| Jordi Warlop       | 4 juin 1996       | Belgique    | Sport Vlaanderen-Baloise |  |
| Sasha Weemaes      | 9 février 1998    | Belgique    | Sport Vlaanderen-Baloise |  |
| Thimo Willems      | 9 février 1996    | Belgique    | EFC-L&R-Vulsteke         |  |

## Bilan de la saison

### Résultats sur les courses majeures
Les tableaux suivants représentent les résultats de l'équipe dans les principales courses du calendrier international (les cinq classiques majeures et les trois grands tours). Pour chaque épreuve est indiqué le meilleur coureur de l'équipe, son classement ainsi que les accessits glanés par l'équipe sur les courses de trois semaines.

#### Classiques
| Classique            | Milan-San Remo | Tour des Flandres | Paris-Roubaix | Liège-Bastogne-Liège | Tour de Lombardie |
| -------------------- | -------------- | ----------------- | ------------- | -------------------- | ----------------- |
| Coureur (classement) |                |                   |               |                      |                   |

#### Grands tours
| Grand tour           | Tour d'Italie | Tour de France | Tour d'Espagne |
| -------------------- | ------------- | -------------- | -------------- |
| Coureur (classement) |               |                |                |
| Accessits            |               |                |                |